# Pitkasääre Maa
Pitkasääre Maa är en ö i Estland. Den ligger i landskapet Saaremaa (Ösel), i den sydvästra delen av landet, 240 km sydväst om huvudstaden Tallinn.